# Пхурба

Пхурба из фильма "Тень"

Кила (санскр.. कील IAST: kila; тиб. ཕུར་བ, Вайли phur ba; "кол" или "гвоздь") — ритуальный кинжал или кол, обычно имеющий форму рукоятки в виде трёх голов гневного божества и трёхгранную форму клина, вероятно, предназначенный для закалывания жертвы во время обрядов (по некоторым данным, использовался в качестве гвоздя для привязывания ритуальной жертвы, но также есть иные версии предназначения). Предмет берёт своё происхождение ещё с ведической эпохи (возможно, и доведической), но позже нашёл предназначение в контексте тибетских версий буддизма и тантры.
В контексте тибетского буддизма Пхур-Бу (от тибет. «колышек» или «гвоздь») — ритуальный кинжал, используют для изгнания злых духов. Рукоятку кинжала с трёхгранным клинком увенчивает лошадиная голова свирепого охранительного тибетского божества Хаягривы. Пхур-Бу также украшают «узлами» бессмертия, головой макары — чудовища с туловищем крокодила — и сплетшимися змеями. Ритуальный кинжал используется для заклинания и истребления демонов следующим образом: заклинатели наносят им колющие удары, повторяя основную мантру «хум», материальным воплощением которой является данный кинжал.
Пхурба символизирует разрушение всех концепций и привязанности к собственному «я», а также представлений об иллюзорности реального мира. В некоторых специальных ритуалах тантрического буддизма пхурба используется в качестве оружия для подчинения сил, противоборствующих учению. С помощью пхурбы практикующий йогин буквально пригвождает к земле их символические образы.